# Schlacht von Musgrove Mill
Die Schlacht von Musgrove Mill fand am 18. August 1780 statt und war einer der frühen Wendepunkte auf dem südlichen Kriegsschauplatz des Amerikanischen Unabhängigkeitskrieges. Sie ist eines der besten Beispiele für den Guerilla-Kampf und den Bürgerkrieg, der um Musgrove Mill, eine Mühle am Enoree River im heutigen Clinton, South Carolina tobte. In der Schlacht besiegten etwa 300 Mann einer patriotischen Miliz eine aus 300 Mann loyalistischer Milizen und 300 Mann britischer Soldaten aus dem nahe gelegenen Fort Ninety Six bestehende Einheit.
Die von Colonel Isaac Shelby, Colonel James Williams und Colonel Elijah Clark geführten patriotischen Truppen verloren 4 Mann, 8 weitere wurden verwundet. Von den unter Colonel Alexander Innes, Captain Abraham DePeyster und Colonel Daniel Clary marschierenden britischen und königstreuen Truppen wurden 160 verwundet oder gefangen genommen, 63 Mann fielen in der Schlacht.
Das Schlachtfeld ist unter dem Namen Musgrove's Mill Historic Battle Site im National Register of Historic Places aufgeführt.